# 날조 트랩 -NTR-
《날조 트랩 -NTR-》(일본어: 捏造トラップ-NTR- 네쓰조 토랏푸[*])은 코다마 나오코의 만화 작품이다. 이치진샤의 《코믹 유리히메》에서 2015년 1월호부터 2018년 2월호까지 연재되었다.

## 줄거리
첫 애인이 생긴 여고생 유진은 소꿉친구로 연애 경험이 풍부한 반딧불이를 남자친구와 대하는 방법에 대해 상담한다. 그러나 개똥벌레에게는 키스당하거나 몸을 뒤바뀌어 농락당한다. 한편, 유마의 남자친구 타케다는 유마가 뭔가 숨기는 것은 아닌지 살피기 시작한다.유진은 거절은 하지만 강하게 저항할 수는 없고 남자친구 몰래 "바람"을 피우는 것에 죄책감을 더한다.
한편, 유마의 남자친구 타케다는 유마가 뭔가 숨기는 것은 아닌지 살피기 시작한다.

## 등장인물
오카자키 유마( 岡崎 由真.おかざき ゆま）
성우 - 카쿠마아이  (加隈亜衣)
본작의 주인공인 여고생.당초 고등학교 2학년으로, 10화로 진급한다.반딧불이와 같은 맨션의 이웃끼리, 초등학교 시절부터의 소꿉 친구.고교 2 때는 반딧불·타케다와는 다른 반이었지만, 진급했을 때는 같은 반이 되었다.
농구부 소속으로, 같은 부의 타케다에게 고백받고 사귀기 시작한다.연애에 관해서는 오붓하고 둔감.사사건건 개똥벌레에게 키스당하거나 몸을 바로잡히기도 하지만, 진심으로 저항할 수 없고, 타케다에게도 비밀로 개똥벌레와 관계를 가지는 것에 죄책감을 더하고 있다.
초등학생 시절 남자에게 괴롭힘을 당한 것을 돕고 나서 반딧불이가 자신만을 의지한 데서 기인하여 현재까지도 그녀에 대한 독점욕이 약간 있다.
미즈나 반딧불 (水科 蛍,みずしな ほたる）
성우 - 이가라시 히로미 (五十嵐裕美)
본작의 준주인공. 유마의 동급생으로 소꿉친구이며, 집은 부자 가정이다.
타케다라고 할 때의 연습이라고 칭해 유진히 키스나 성희롱 같은 행위에 이른다. 초등학교 시절 남학생에게 괴롭힘을 당한 뒤 유진을 의지하다가 중학교 때 여자친구가 자신 이외의 친구들을 사귀면서 빗대듯 애인을 사귀고 고등학생이 되어서도 남자친구를 마구 때리는 바람에 일부에서는 '빗치'라는 험담을 듣는다.
타케다 (武田, たけだ）
성우 - 아이사카 료타 (逢坂良太)
유진의 동급생으로 남자친구는 농구부 소속이다. 유진히 고백하고 OK된 것으로 사귀기 시작하지만 그녀가 숨기고 있는 것을 살피고 관계가 잘 풀리지 않는 것에 고민하고 있다.  어색함을 느껴 유진하게 일단 거리를 둘 것을 제안하지만, 반딧불이의 조언으로 되돌리는 등 유진에 대한 호의는 계속 품고 있다.
후지와라 (藤原,ふじわら）
성우 - 오노 다이스케 (小野大輔)
반딧불이의 현재 남자친구이자 타케다의 절친.농구부 소속 미형, 두뇌 명석, 스포츠 만능과 싫을 정도로 완벽한 인간으로 당연히 여성에게도 인기가 있다.  유진과 반딧불이의 관계를 재빨리 깨닫고, 타케다에 대한 불의리를 행하는 유진을 책망하는 언동을 한다.여자는 싫어하지만 섹스는 좋아하며 귀찮지 않은 반딧불이와 이해일치의 관계를 맺고 있다.

## 서지 정보
- 코다마 나오코 《날조 트랩-NTR-》 이치진샤 〈유리히메 코믹스〉, 전 6권
  1. 2015년 6월 18일 발매
  2. 2016년 3월 18일 발매
  3. 2016년 11월 18일 발매
  4. 2017년 4월 18일 발매
  5. 2017년 7월 18일 발매 / (특장판)
  6. 2018년 1월 18일 발매

## 텔레비전 애니메이션
2017년 7월부터 9월까지 AT-X·TOKYO MX·BS11에서 10분 분량의 단편 애니메이션으로 방송된다.

### 스태프
- 원작 - 코다마 나오코[3]
- 총감독·음향감독 - 히라사와 히사요시[3]
- 시리즈 구성 - WORDS in STEREO × 우치호리 유이치
- 캐릭터 디자인 - 카와시마 마사루[3]
- 미술감독 · 미술설정 (5-)-CP배경부
- 색채 설계 - 안도 노조미
- 촬영감독 - 하야시 코지
- 편집 - 오오타 요시히토
- 음악 - ISAO(1-2), Fish☆Man(3-)
- 음향제작 - cloud22
- 수석 프로듀서 - 엔도 타츠야
- 프로듀서 - 스즈키 아이리, 우메자와 카나코
- 애니메이션 프로듀서 - 이시다 타카히사
- 애니메이션 제작 - Creators in Pack.Inc[3]
- 제작 - 날조 트랩 제작위원회(Creators in Pack Inc., DMM.com, 이치진샤)

### 주제가
「Blue Bud Blue」
동성양주에 의한 오프닝 테마이다. 작사는 나카치 유이치, 작곡·편곡은 노나카 "마사" 유이치.
「Virginal lily」
아이세 아키라에 의한 엔딩 테마의 1곡.작사·작곡은 아이세, 편곡은 후지카미 Kyo-ya 케이야이다.
「메글 * 오모이 * 메글」
산드리온의 엔딩 테마 중 한 곡. 작사는 HH, 작곡 · 편곡은 키사츠키 나츠키.
「LAST ETERNAL」
Confetti Smile의 엔딩 테마 중 한 곡.작사는 HH, 작곡·편곡은 ISAO.

### BD / DVD
| 권 | 발매일           | 수록화         | 규격 품번 | 규격 품번 |
| 권 | 발매일           | 수록화         | BD        | DVD       |
| -- | ---------------- | -------------- | --------- | --------- |
| 상 | 2017년 9월 29일  | 제1화 - 제6화  | DMPXA-009 | DMPBA-015 |
| 하 | 2017년 10월 27일 | 제7화 - 제12화 | DMPXA-010 | DMPBA-016 |